# Otto Aasen
Otto Aasen (Kviteseid, 1º gennaio 1894 – 20 ottobre 1983) è stato un combinatista nordico e saltatore con gli sci norvegese.

## Palmarès

### Mondiali
- Argento a Lahti 1926 nel salto con gli sci.

## Onorificenze
- Medaglia Holmenkollen (1919)